# Massacres de Noël 2008
 (avril 2025).

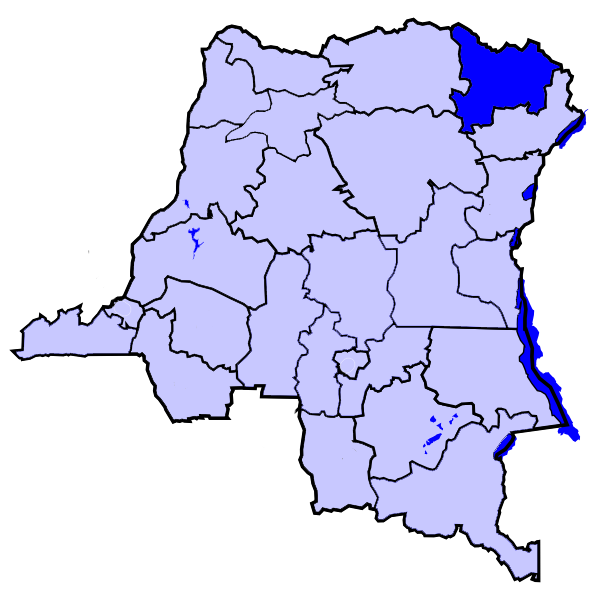
Carte du district du Haut-Uélé, République démocratique du Congo où a lieu le massacre.

Les massacres de Noël 2008 sont des massacres perpétrés en république démocratique du Congo par l'Armée de résistance du Seigneur (LRA), un groupe en rébellion contre le gouvernement de l'Ouganda. Ils ont été perpétrés du 24 au 27 décembre 2008 dans plusieurs villages du district du Haut-Uele (Faradje, Batande, Duru, Bangadi et Gurba notamment).
Plus de 400 personnes y trouvent la mort et près de 20 000 s'enfuient.
Ces massacres sont une réponse à une opération militaire conduite quelques jours plus tôt dans le parc national de la Garamba par l'armée ougandaise avec l'appui de forces congolaises, sud-soudanaises et centrafricaines.